# Hunt Mountain
Pour les articles homonymes, voir Hunt.
Hunt Mountain est le point culminant de la chaîne Churchill, à 3 239 mètres d'altitude, dans la chaîne Transantarctique.
Elle est cartographiée par l'équipe sud de la New Zealand Geological Survey Antarctic Expedition (1960-1961) et nommée en l'honneur du capitaine P.J. Hunt, membre des Royal Engineers et chef de l'expédition.